# Ruta Nacional PE-20
Die Ruta Nacional PE-20 ist eine Nationalstraße in Peru. Sie beginnt in der peruanischen Hauptstadt Lima und verläuft anschließend durch die Hafenstadt Callao bis zum Hafen von Callao. Sie ist Teil der Eje transversal PE-20, dem Teil des peruanischen Nationalstraßennetzes, das die Städte Lima und Callao mit den umgebenden Regionen Junín und Pasco verbindet.

## Verlauf
Die Ruta Nacional PE-20 ist 27,8 km lang und durchquert die Hafenstadt Callao von Norden nach Süden. Sie ist vollständig asphaltiert. 
Die PE-20 beginnt im Distrikt Puente Piedra in Lima als Abzweigung von der PE-1N, einem Teil der Panamericana. Anschließend führt sie in Richtung Süden durch mehrere Distrikte Callaos. Zunächst verläuft die PE-20 vierstreifig durch den Distrikt Ventanilla, teilweise entlang dessen Grenze zum Distrikt Mi Perú. Etwas südlich vom Regionalen Schutzgebiet Humedales de Ventanilla soll künftig die PE-20E in Richtung Westen abzweigen. Anschließend verläuft die PE-20 sechsstreifig in den Distrikt Callao hinein. Am Óvalo 200 Millas zweigt die PE-20B von der PE-20 ab. Die PE-20B führt um den Internationalen Flughafen Jorge Chávez herum und schließt etwa 5 km später an der Avenida Morales Duárez wieder an der PE-20 an. Zwischendurch führt die PE-20 durch den Tunel Gambeta und überquert den Río Rímac. Danach führt sie vierstreifig in Richtung Westen zum Hafen von Callao. In der Nähe des Hafens von Callao zweigt die PE-20H zum Nordpier des Hafens ab.
Die PE-20 stimmt die ersten circa 25 km mit der Avenida Néstor Gambetta, eine der Hauptstraßen Callaos, überein. Kurz nachdem die PE-20B wieder an die PE-20 anschließt, führt die PE-20 in Richtung Westen zum Hafen von Callao, während die Avenida Néstor Gambetta weiter nach Süden verläuft.